# Hanoar Hatzioni
Hanoar Hatzioni (Hebreeuws: הנוער הציוני, letterlijk te vertalen als: ‘De zionistische jeugd’) is een joodse jeugdbeweging. De beweging is in 1926 opgericht en heeft haar basis in Tel Aviv, Israël. In Israël zelf bestaat de jeugdbeweging niet maar wel in andere landen.